# Brug 1124
Brug 1124 is een bouwkundig kunstwerk in Amsterdam-Zuidoost.
Eind jaren zestig van de 20e eeuw werd de G-buurt ingericht met veel groen en water. Daarbij behoorde ook een afwateringstocht van een gebied dat in 1974/1975 ruimte zou geven aan de flats Gouden Leeuw en Groenhoven. Tussen de flats liep het Gaasperparkpad, een pad dat de nieuwe wijk van noord naar zuid zou doorsnijden. Om voetgangers en fietsers verbinding te geven met het Strandvlietpad (van oost naar west) werd in de afwateringstocht een duiker neergelegd. 
Het ontwerp kwam van de Afdeling Bruggen van de Dienst der Publieke Werken. Voor de meeste bruggen ontworpen door medewerkers van die dienst is in de loop der jaren de specifieke architect bekend geworden (de dienst werkte als collectief), maar voor deze serie is de ontwerper onbekend gebleven. Bruggen 1111, 1124, 1125, 1126, 1127, 1128, 1129, 1131, 1150, 1152, 1162, 1165, 1172 en 1301 kregen hetzelfde uiterlijk mee. Ze zijn herkenbaar door:
- een verhoging in het landschap
- breed van opzet; voet- en fietspad zijn aan beide voorzien van een groenstrook
- hoekige balustraden die een aantal meters lager liggen dan de paden.

Lopend of fietsend over de paden vallen de duikerbruggen nauwelijks op. Er is een doorvaartbreedte van circa 3 meter, maar deze is hypothetisch; er is hier geen scheepvaart mogelijk anders dan met kajak/kano. De koker is circa 30 meter lang.

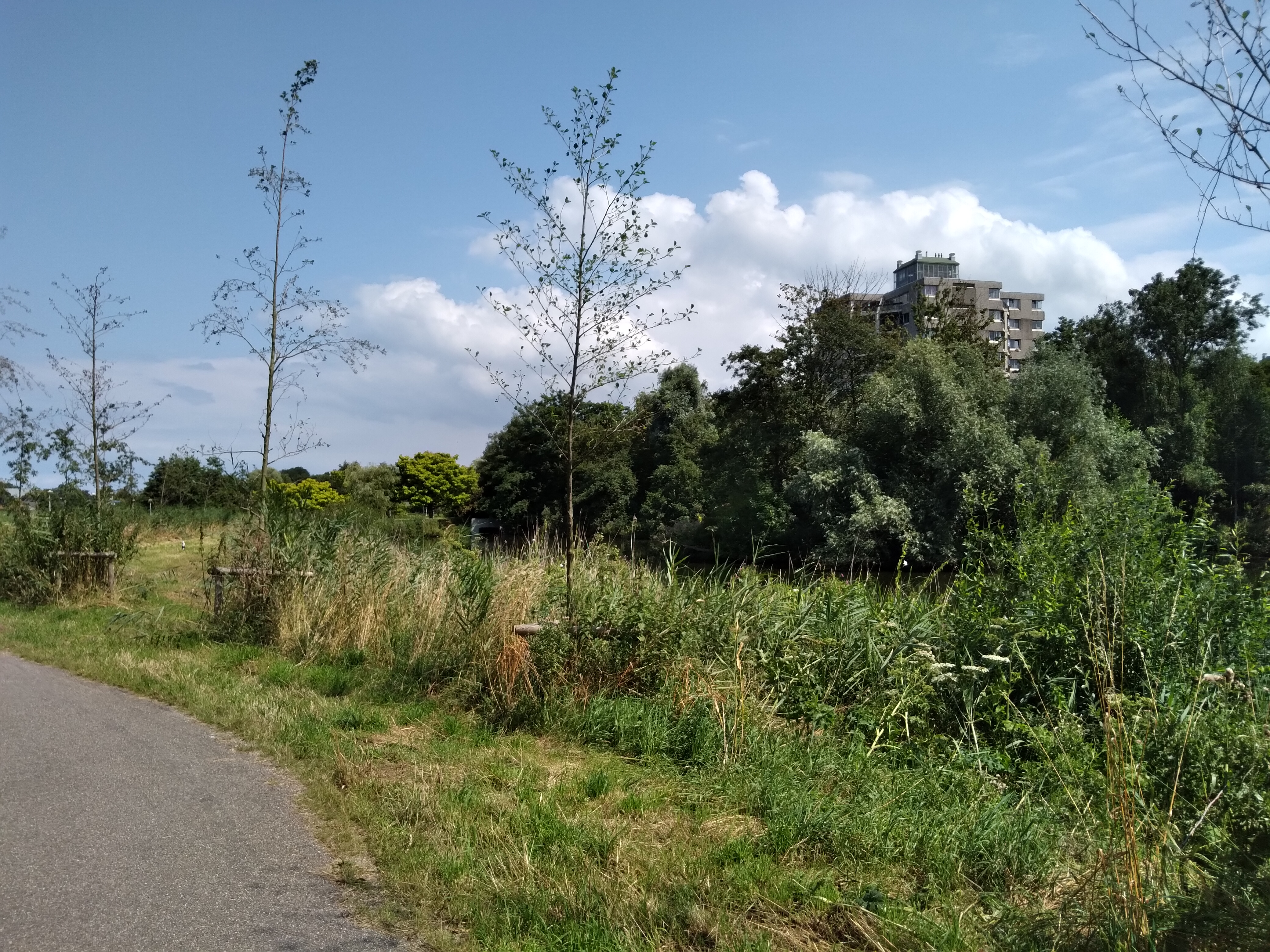
Duiker 1124, links van centrale boom, geheel opgaand in omgeving met flat Groenhoven (augustus 2021)

<<< · 1100 · 1101 · 1107 · 1008 · 1009 · 1110 · 1111 · 1119 · 1121 · 1122 · 1123 · 1124 · 1125 · 1126 · 1127 · 1128 · 1129 · 1130 · 1131 · 1132 · 1133 · 1134 · 1135 · 1139 · 1140 · 1141 · 1142 · 1143 · 1144 · 1145 · 1146 · 1148 · 1149 · 1150 · 1151 · 1152 · 1153 · 1154 · 1155 · 1156 · 1157 · 1159 · 1162 · 1163 · 1164 · 1165 · 1167 · 1170 · 1171 · 1172 · 1173 · 1174 · 1175 · 1176 · 1177 · 1179 · 1180 · 1181 · 1182 · 1183 · 1184 · 1186 · 1187 · 1188 · 1189 · 1190 · 1191 · 1192 · 1193 · 1194 · 1195 · 1196 · 1197 · 1198 · 1199 · >>>
Brugnummers 1102-1106 (gesloopt), 1112-1118 (gesloopt), 1120, 1136-1138, 1145, 1147, 1158 (onbekend), 1160, 1161, 1166, 1168, 1169, 1178 en 1185 (voetbrug Bijlmerweide bouw 1970, sloop 2015) zijn niet (meer) vergeven.